# قرار مجلس الأمن التابع للأمم المتحدة رقم 1826
قرار مجلس الأمن التابع للأمم المتحدة رقم 1826 المتخذ بالإجماع في 29 يوليو 2008.

## القرار
قرر مجلس الأمن اليوم الإبقاء على قوات حفظ السلام التابعة للأمم المتحدة والفرنسيين في كوت ديفوار حتى 31 يناير 2009 للمساعدة في إجراء انتخابات حرة ونزيهة مقررة في أواخر نوفمبر، مشددًا على أهمية استمرار دعم المجتمع الدولي لمساعدة هذا البلد الواقع في غرب إفريقيا النظم والعمليات الانتخابية.
وإذ يتصرف المجلس بموجب الفصل السابع من ميثاق الأمم المتحدة، فقد اتخذ بالإجماع القرار 1826 (2008) الذي قرر بموجبه تجديد ولايات عملية الأمم المتحدة في كوت ديفوار والقوات الفرنسية التي تدعمها، «على وجه الخصوص لدعم تنظيم انتخابات حرة ومفتوحة ونزيهة وشفافة في كوت ديفوار».
وبموجب النص أيضا، أعرب المجلس عن اعتزامه إجراء استعراض بحلول 31 كانون الثاني / يناير لولايات عملية الأمم المتحدة في كوت ديفوار ووحدة الدعم الفرنسية التابعة لها، وكذلك مستويات قوات البعثة، في ضوء التقدم المحرز في تنفيذ الخطوات الرئيسية في عمليتي السلام والانتخابات. وطلب من الأمين العام بان كي مون أن يقدم تقريرا في هذا الصدد قبل ثلاثة أسابيع من ذلك التاريخ، بما في ذلك معايير للتخفيض التدريجي المحتمل لمستويات قوات عملية الأمم المتحدة في كوت ديفوار، «مع مراعاة العملية الانتخابية والحالة على أرض الواقع، وفي خاصة الشروط الأمنية».
وواصل المجلس «تشجيعه بقوة» قوات الدفاع والأمن في كوت ديفوار والقوى الجديدة على وضع خطة شاملة لأمن الانتخابات، بالتنسيق الوثيق مع رئيس بوركينا فاسو بليز كومباوري، ميسر الحوار بين الأطراف الإيفوارية، وبدعم تقني ولوجستي من عملية الأمم المتحدة في كوت ديفوار والقوات الفرنسية.
وحث المجلس كذلك، بموجب القرار، الأحزاب السياسية الإيفوارية على الامتثال الكامل لمدونة قواعد حسن السلوك الخاصة بالانتخابات، التي وقعتها برعاية الأمين العام، والسلطات الإيفوارية على وجه الخصوص للسماح بالوصول العادل إلى الجمهور. وشدد النص أيضا على أهمية ضمان المساواة في حماية واحترام حقوق الإنسان لكل إيفواري فيما يتعلق بالنظام الانتخابي، ولا سيما إزالة العقبات والتحديات التي تعترض مشاركة المرأة ومشاركتها الكاملة في الحياة العامة.

## روابط خارجية
- </img>
- نص القرار في undocs.org